# Selenia estynensis
Selenia estynensis är en fjärilsart som beskrevs av Smith 1948. Selenia estynensis ingår i släktet Selenia och familjen mätare. Inga underarter finns listade.